# Platymantis panayensis
Platymantis panayensis es una especie de anfibios anuros de la familia Ceratobatrachidae.

## Distribución geográfica
Es endémica de la isla de Panay (Filipinas).

## Estado de conservación
Se encuentra amenazada de extinción por la pérdida de su hábitat natural.